# Sala Wren
La sala Wren (in inglese Wren Hall) è un edificio storico che si trova al centro di Salisbury nella contea del Wiltshire, Sud Ovest dell'Inghilterra, Regno Unito. La struttura, che risale alla metà del XV secolo, viene considerata un monumento classificato di primo grado per il suo particolare interesse storico e architettonico.

## Storia

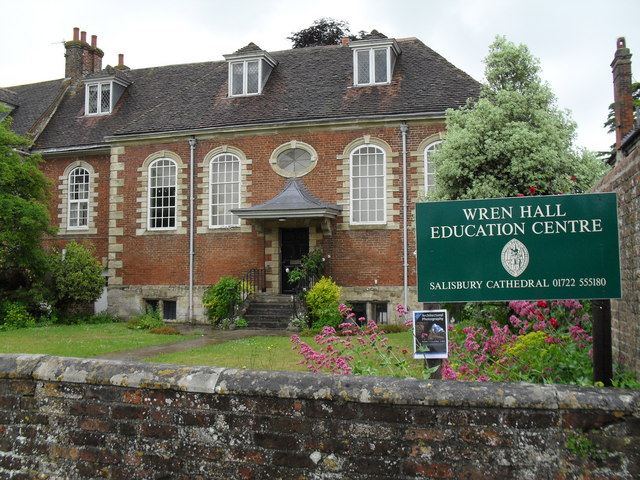
Sala Wren

Originariamente fu edificata come ala nord di casa Braybrook e poi fu ricostruita nel 1714 sotto la direzione di Naish Thomas Clerk. Ci sono pervenute le cantine del periodo medievale e le fondamenta dell'edificio, a lungo istituto scolastico, risalgono al XIII secolo. Alexander de Hemmingsby fu il primo Custode della scuola di cui si abbia notizia, e fu canonico dal 1304 al 1334. La ricostruzione della sala Wren fu finanziata da un ex allievo della Cathedral School, Sir Stephen Fox, e costruita da William Naish. In origine fu aula e dormitorio per i coristi. Dopo lo spostamento della Choir School, il collegio di Sarum St Michael la acquisì per un breve periodo fino a quando non divenne il deposito dell'archivio diocesano. Negli anni ottanta del XX secolo fu utilizzata come sede di uffici e negli ultimi anni è diventata un centro di risorse educative della cattedrale per le visite scolastiche. La grande sala interna conserva ancora molto del suo vecchio carattere di scuola di coro e si conserva la scrivania del preside a un'estremità e la scrivania del vicedirettore all'altra. I dormitori sono sopra, nella parte mansardata.

## Descrizione
La casa storica si trova nell'abitato di Salisbury della contea del Wiltshire, Sud Ovest dell'Inghilterra, Regno Unito. Il piccolo edificio si alza su due piani e presenta la facciata in mattoni di laterizio su basamento in pietra con cornice in pietra modanata e a volta. Il tetto è coperto in tegole. Sul colmo emergono tre finestre ad abbaino. Sulla facciata vi sono quattro finestre grandi con arco superiore. La porta di accesso centrale mostra sei pannelli in pietra smussata protette da un'ampia cappa piatta sporgente con tetto in piombo curvo concavo sormontata in asse da una finestra ovale con cornice in pietra modanata e blocchi quadranti. L'interno è un'unica grande aula scolastica con rivestimento originale in pannelli e altri arredi. Si conservano le cantine
medievali.

## Monumento classificato
La sala Wren a Salisbury dal 28 febbraio 1952 viene giudicata una struttura di particolare interesse storico e architettonico in Inghilterra o Galles, classificata come monumento di primo grado.